# Marcus von Boehn
Marcus von Boehn, Marek von Boehn (ur. 1605, zm. 1669) – marszałek dworu i zarządca domen księżnej Anny i księcia Ernesta Bogusława von Croya.
W 1635 paź na dworze księżnej Anny wraz ze swoim kuzynem Chrisliebem (Bogumiłem). Od 1647 pełnił funkcję zarządcy domeny słupskiej księżnej. Pod koniec jej życia stał się głównym jej doradcą, mającym również znaczny wpływ na księcia Ernesta Bogusława von Croya. Był reprezentantem księcia Ernesta Bogusława w czasie rozmów związanych z zawarciem układu z Berlina (podpisanego ostatecznie w listopadzie 1650) pomiędzy księciem a elektorem brandenburskim Fryderykiem Wilhelmem. Po śmierci Anny w 1660 pozostał na dawnym stanowisku. Co najmniej od 1663 aż do swojej śmierci pełnił funkcję marszałka dworu (Hofmeister) księcia Ernesta Bogusława. Do jego kompetencji należało zarządzanie wszystkimi sprawami publicznymi i prywatnymi księżnej i jej syna, sprawował również nadzór nad ogółem służb dworskich, a także nad działalnością kancelarii książęcej, szafarzy oraz zarządcami dóbr. Żonaty z Reginą von Kleist.